# Casino Royale (film din 2006)
Casino Royale este cel de-al 21-lea film din seria James Bond și primul cu Daniel Craig în rolul agentului MI6 James Bond. Romanul Casino Royale din 1953 scris de Ian Fleming a fost adaptat pentru marele ecrane de scenariștii Neal Purvis, Robert Wade și Paul Haggis (laureat cu Premiul Oscar) și regizat de Martin Campbell (GoldenEye, 1995). A fost produs de EON Productions pentru Metro-Goldwyn-Mayer și Columbia Pictures, marcând prima co-producție Bond a studioului din urmă, care produsese și distribuise versiunea anterioară (din 1967) a aceluiași film; acest fapt se datorează achiziției MGM (compania mamă a United Artists, deținătoarea drepturilor pentru seria Bond) de către consorțiul Sony/Comcast în 2005. Filmul, alături de interpretarea lui Daniel Craig, au fost primite bine de critică. Filmul a înregistrat cele mai mari încasări dintre filmele cu James Bond.
Acțiunea filmului nu este menită să preceadă Dr. No sau orice alt film Bond, ca într-un prequel; în schimb, apare un nou fir narativ, deși filmul este considerat a 21-a parte din seria Bond de către EON Productions. Acest film constituie a treia adaptare pentru ecrane a primului roman Bond scris de Ian Fleming, ecranizat anterior printr-un episod de televiziune în 1954 și parodia Casino Royale. Totuși, adaptarea din 2006 este singura recunoscută oficial de EON Productions.
Casino Royale este primul film denumit după un roman (sau o povestire) al lui Ian Fleming din 1987, de la Cortina de fier.

## Prezentare
Casino Royale urmărește începutul carierei lui James Bond. Prima sa misiune ca „agent 007” îl conduce la Le Chiffre (Mads Mikkelsen), un finanțator de teroriști. Pentru a-l opri și a distruge rețeaua teroristă, Bond trebuie să-l bată pe Le Chiffre la o partidă de poker cu miză mare, jucată la Casino Royale. La început Bond se simte deranjat când o frumoasă funcționară de la Trezoreria statului, Vesper Lynd (Eva Green) este însărcinată să-i înmâneze miza jocului și să supravegheze banii guvernului. Însă după ce Bond și Vesper reușesc să supraviețuiască unei serii de atacuri mortale ale lui Le Chiffre și acoliților săi, ei se simt atașați unul de altul, ceea ce multiplică seria de evenimente periculoase în care sunt prinși și care vor schimba pentru totdeauna viața lui Bond. La sfârșit se dovedește că Vesper era șantajată, de o organizație numită Quantum, ea alegând să moară decât să fie salvată de James Bond.